# Somali i Strażnik Lasu
Somali i Strażnik Lasu (jap. ソマリと森の神様 Somari to mori no kami-sama) – manga z gatunku fantasy autorstwa Yako Gureishi. Kolejne rozdziały ukazywały się w czasopiśmie „Web Comic Zenyon” wydawnictwa Tokuma Shoten od 2015 do 25 października 2019, kiedy to manga została anulowana. 
Na podstawie mangi w 2020 roku wyprodukowana została seria anime.
W Polsce manga wydana jest przez Studio JG, natomiast anime dostępne jest za pośrednictwem serwisu Crunchyroll z angielskimi napisami.

## Fabuła
Światem rządzą duchy, gobliny i wszelkiego rodzaju dziwne stworzenia. Ludzie są prześladowani i znajdują się na skraju wyginięcia. Pewnego dnia golem, który strzeże lasu, spotyka samotną ludzką dziewczynkę. Historia opowiada o ich wspólnych podróżach oraz o więzi łączącej ojca i córkę. Jednak golemowi pozostał już tylko nieco ponad rok życia, dlatego musi odnaleźć on innych ludzi, którzy zaopiekują się dziewczynką, zanim umrze.

## Bohaterowie
- Somali (jap. ソマリ Somari)

Seiyū: Inori Minase 
- Golem (jap. ゴーレム Gōremu)

Seiyū: Daisuke Ono 
- Shizuno (jap. シズノ)

Seiyū: Hiroki Nanami 
- Yabashira (jap. ヤバシラ)

Seiyū: Tatsuhisa Suzuki 
- Uzoi (jap. ウゾイ)

Seiyū: Saori Hayami 
- Haitora (jap. ハイトラ)

Seiyū: Yūki Ono 
- Kikila (jap. キキーラ Kikīra)

Seiyū: Yū Kobayashi 
- Rosa-obasan (jap. ローザおばさん 役)

Seiyū: Rie Shibata 
- Musurika (jap. ムスリカ)

Seiyū: Show Hayami 
- Kokilira (jap. コキリラ Kokirira)

Seiyū: Tomokazu Seki 
- Hazel (jap. ヘイゼル Heizeru)

Seiyū: Ai Kayano 
- Praline (jap. プラリネ Purarine)

Seiyū: Ayahi Takagaki 

## Manga
Manga autorstwa Yako Gureishi ukazywała się w czasopiśmie „Web Comic Zenyon” wydawnictwa Tokuma Shoten od kwietnia 2015 roku. Ostatni rozdział w tym czasopiśmie ukazał się 25 października 2019, po czym wydawanie kolejnych rozdziałów zostało przerwane. W oświadczeniu wydanym 22 grudnia 2020 roku za pośrednictwem strony czasopisma podano do wiadomości, że ze względu na przedłużający się bardzo zły stan zdrowia autora mangi zdecydowano się na zakończenie publikacji komiksu.
W Polsce manga wydana jest przez Studio JG.
| Nr | Język japoński    | Język japoński         | Język polski         | Język polski           |
| Nr | Data wydania      | ISBN                   | Data wydania         | ISBN                   |
| -- | ----------------- | ---------------------- | -------------------- | ---------------------- |
| 1  | 20 listopada 2015 | ISBN 978-4-19-980313-0 | 29 kwietnia 2019     | ISBN 978-83-8001-422-0 |
| 2  | 20 czerwca 2016   | ISBN 978-4-19-980351-2 | 2 lipca 2019         | ISBN 978-83-8001-455-8 |
| 3  | 18 marca 2017     | ISBN 978-4-19-980400-7 | 30 sierpnia 2019     | ISBN 978-83-8001-478-7 |
| 4  | 20 grudnia 2017   | ISBN 978-4-19-980465-6 | 30 października 2019 | ISBN 978-83-8001-501-2 |
| 5  | 20 sierpnia 2018  | ISBN 978-4-19-980510-3 | 31 stycznia 2020     | ISBN 978-83-8001-535-7 |
| 6  | 20 kwietnia 2019  | ISBN 978-4-19-980560-8 | 17 kwietnia 2020     | ISBN 978-83-8001-558-6 |

## Anime
22 marca 2019 roku ogłoszono powstawanie adaptacji anime. Premiera serii była pierwotnie przewidziana na jesień 2019 roku, ale ostatecznie przesunięta na styczeń 2020. Za wyreżyserowanie serii odpowiada Kenji Yasuda, natomiast projekty postaci wykonał Ikuko Ito; za scenariusze odpowiada  Mariko Mochizuki. Seria powstaje we współpracy studia Satelight i HORNETS. Zaangażowanym w produkcję serii jest także Crunchyroll. Seria składa się z 12 odcinków.
Seria miała swoją premierę 9 stycznia 2020 na kanałach AbemaTV, Tokyo MX oraz 13 stycznia 2020 na BS-NTV. Seria miała także swoją premierę 2 stycznia 2020 na platformie Crunchyroll, także w Polsce.
| N/o | Tytuł                                                                                          | Premiera                                           |
| --- | ---------------------------------------------------------------------------------------------- | -------------------------------------------------- |
| 1   | Journeying Parent and Child Tabisuru oyako (旅する親子)                                        | 2 stycznia 2020 (Crunchyroll) 9 stycznia 2020 (TV) |
| 2   | Edible Herbs and the Oni's Dwelling Kusabi-ra to oni no sumika (くさびらと鬼の住処)            | 16 stycznia 2020 (Crunchyroll)                     |
| 3   | The Sea at the Bottom of the Cave Horaana no soko no umi (ほら穴の底の海)                      | 23 stycznia 2020 (Crunchyroll)                     |
| 4   | The Wishing Flower and the Promise Request Kanaeru hana to negau yakusoku (叶える花と願う約束) | 30 stycznia 2020 (Crunchyroll)                     |
| 5   | The Wandering Birds Yurai no tori (揺蕩いの鳥)                                                 | 6 lutego 2020 (Crunchyroll)                        |
| 6   | Dying Flowers Look Up at the Birds Ikinone haru hana wa tori wo aogu (息の根はる花は鳥を仰ぐ)  | 13 lutego 2020 (Crunchyroll)                       |
| 7   | The Footsteps That Stalk the Witches Majo ni sugaru ashidori (魔女に縋る足取り)                | 20 lutego 2020 (Crunchyroll)                       |
| 8   | Meetings and Bonds Prayed For Inori kataru deai to kizuna (祈り語る出会いと絆)                 | 27 lutego 2020 (Crunchyroll)                       |
| 9   | Memories of Minor Days Chīsana hibi no omoide (小さな日々の思い出)                             | 5 marca 2020 (Crunchyroll)                         |
| 10  | The Infant Child and the Green Boulder Osanago to midori no toride (幼子と緑の砦)              | 12 marca 2020 (Crunchyroll)                        |
| 11  | Those Who Protect and Those Who Threaten Mamoru mono to kiba muku mono (護る者と牙剥く者)      | 19 marca 2020 (Crunchyroll)                        |
| 12  | Bonded Father and Child Kokoro tsunagiau oyako (心繋ぎ合う親子)                                | 26 marca 2020 (Crunchyroll)                        |

### Ścieżka dźwiękowa
| Odcinki        | Tytuł                                                         | Twórcy           | Źródło   |
| Czołówka       | Czołówka                                                      | Czołówka         | Czołówka |
| -------------- | ------------------------------------------------------------- | ---------------- | -------- |
| 1 –12          | „Arigatō wa kocchi no kotoba” (jap. ありがとうはこっちの言葉) | Naotarō Moriyama | [ 4 ]    |
| Napisy końcowe |                                                               |                  |          |
| 1 –12          | „Kokoro Somali” (jap. ココロソマリ)                           | Inori Minase     | [ 4 ]    |